# Grupo N.º 38 da RAF
O Grupo N.º 38 é um grupo da Real Força Aérea (RAF). Formado no dia 6 de Novembro de 1943, englobava nove esquadrões e fazia parte do Comando de Caça. Depois da Segunda Guerra Mundial tornou-se parte do Comando de Transporte da RAF e foi extinto no dia 31 de Janeiro de 1951. Re-estabelecido no dia 1 de Janeiro de 1960, tornou-se parte do Comando de Apoio Aéreo da RAF em 1967 e, em 1972, do Comando de Ataque da RAF.
Temporariamente desativado entre 1983 e 1992 e de 1 de Abril de 2000 até 1 de Julho de 2014, faz agora parte do Comando Aéreo da RAF, e engloba as unidades de Operações Médicas, Comunicações, Logística e de Engenharia da Real Força Aérea.